# Alaska (Málaga)
Alaska es un barrio perteneciente al distrito Carretera de Cádiz de la ciudad andaluza de Málaga, España. Según la delimitación oficial del ayuntamiento, limita al nordeste con el barrio de Huelin; al sur y al sureste con 25 Años de Paz; y al oeste y noroeste con el barrio de Regio.

## Transporte
En autobús queda conectado mediante las siguientes líneas de la EMT: 
| Línea | Trayecto                                        | Recorrido | Frecuencia                                     |
| ----- | ----------------------------------------------- | --------- | ---------------------------------------------- |
| 1     | Parque del Sur - Avda. Europa (San Andrés)      | Recorrido | 8-9 minutos                                    |
| 3     | Paseo del Parque - Puerta Blanca                | Recorrido | 8 minutos                                      |
| 10    | Alameda Principal - Churriana                   | Recorrido | 25-30 minutos                                  |
| 15    | La Virreina - Santa Paula                       | Recorrido | 11-12 minutos                                  |
| 16    | Paseo del Parque - La Térmica                   | Recorrido | 12-13 minutos                                  |
| 19    | Paseo del Parque - Aeropuerto                   | Recorrido | 30-35 minutos                                  |
| 22    | Avda. Molière - Universidad                     | Recorrido | 10 minutos (16-18 minutos en época no lectiva) |
| 27    | Avenida M. A. Heredia - Polígono I. Guadalhorce | Recorrido | 70-80 minutos                                  |
| 31    | Alameda Principal - Mainake                     | Recorrido | 18-25 minutos                                  |
| N1    | Puerta Blanca - El Palo                         | Recorrido | 25 minutos                                     |

Y las siguientes líneas interurbanas adscritas al Consorcio de Transporte Metropolitano del Área de Málaga:
| Línea | Trayecto                           | Recorrido y horarios | Plano |
| ----- | ---------------------------------- | -------------------- | ----- |
| M-110 | Málaga-Benalmádena Costa           | Recorrido y horarios | Plano |
| M-113 | Málaga-Fuengirola (Directo)        | Recorrido y horarios | Plano |
| M-115 | Málaga-Benalmádena Costa (Directo) | Recorrido y horarios | Plano |
| M-135 | Málaga-Santa Amalia                | Recorrido y horarios | Plano |